# Małolaty na obozie
Małolaty na obozie (ang. Daddy Day Camp) – film z 2007 roku w reżyserii Freda Savage.

## Fabuła
Sequel hitu Małolaty u taty z 2003 roku. Dwóch tatusiów, Charlie Hinton (Cuba Gooding Jr.) i Phil Ryerson (Paul Rae), w kolejnej przygodzie z bandą dzieciaków. Tym razem przyjmują na siebie prowadzenie letniego obozu. Bez żadnej wiedzy na temat życia poza domem i umiejętności przetrwania, nie udaje im się niestety utrzymać kontroli wśród obozowiczów. Charlie zmuszony jest zadzwonić do swojego ojca, pułkownika Bucka Hintona (Richard Gant) z prośbą o pomoc w nauczeniu wszystkich pracy w zespole, wytrwałości oraz mocy przebaczania.

## Obsada
- Cuba Gooding Jr. – Charlie Hinton
- Lochlyn Munro – Lance Warner
- Richard Gant – Pułkownik Buck Hinton
- Tamala Jones – Kim Hinton
- Paul Rae – Phil Ryerson